# Variation (Linguistik)
Als Variation (von lateinisch variatio „Veränderung“) bezeichnet man in der Linguistik die Möglichkeit unterschiedlicher Realisierungen einer Einheit des Sprachsystems in einer konkreten Äußerung. Variationen können in allen grammatischen Beschreibungsebenen auftauchen. Wird eine Variation deutlich seltener verwendet, wird sie als Nebenform bezeichnet. Sie kann jedoch regional häufiger vorkommen als die Hauptform und im Lauf der Sprachentwicklung so die Grundlage von Lehnwörtern bilden.

## Abgrenzung des Begriffs zuVarietät
In der Sozio- und in der vergleichenden Linguistik wird für unterschiedliche Ausprägungen einer Sprache (Sondersprachen, Soziolekte, Stilebenen usw.) der Begriff der Varietät verwendet.

## Ursachen
Viele sprachliche Variationen können mit dialektalen Unterschieden einhergehen. Beispielsweise ist die Wahl der Aussprache des <r>-Lautes im Deutschen (siehe unten) an Nord-Süd-Unterschiede gekoppelt. Während im südlichen Teil Deutschlands das Zungen-r vorzugsweise benutzt wird, ist im mittleren und nördlichen Teil das Zäpfchen-r vorherrschend. Andere wichtige Ursachen für Variation sind Sprachwandel und Entlehnung. So geht die Variation zwischen den starken und schwachen Formen mancher Verben auf den Sprachwandel zurück, der im allmählichen Abbau der starken Verben besteht (Beispiel: buk – backte). Bei Entlehnungen stehen sich oft Flexionsformen der Herkunftssprache und der aufnehmenden Sprache gegenüber, etwa zu Thema der griechischstämmige Plural Thema-ta und der deutschstämmige Plural Them-en.

## Variation in den verschiedenen Ebenen

### In der Phonologie
In der Phonologie bezeichnet der Begriff freie Variation zwei oder mehrere Laute (Phone), denen dasselbe Phonem zu Grunde liegt und deren Auftauchen nicht an einen bestimmten lautlichen Kontext gebunden ist. Ist das Auftauchen zweier oder mehrerer Varianten eines Phonems an einen Kontext gebunden, spricht man von Allophonen in kombinatorischer Variation/komplementärer Distribution.
So unterliegt beispielsweise die Aussprache des konsonantischen /r/-Lautes im Deutschen einer freien Variation: Die Bedeutung eines Wortes ändert sich nicht, egal, ob ein darin enthaltener /r/-Laut mit einem gerollten uvularen (Zäpfchen-) r ([ʀ]), einem gerollten alveolaren (Zungen-)r ([r]) oder als stimmhafter Frikativ ([ʁ]) realisiert wird. Die Art der Aussprache gibt allenfalls Hinweise über die regionale Herkunft der Sprecherin/des Sprechers.
Die vokalisierte Variante des /r/-Lautes im Deutschen ist dagegen komplementär zu den übrigen Varianten verteilt. Während die konsonantischen Varianten im Standarddeutschen fast ausschließlich im Silbenanlaut artikuliert werden, werden alle übrigen Vorkommen des Lautes durch das vokalische a-Schwa ([ɐ]) realisiert. [ɐ] auf der einen und die konsonantischen Varianten des /r/ auf der anderen Seite sind demnach Allophone desselben zu Grunde liegenden /r/-Phonems.

### In der Morphologie
In der Morphologie kommt es zu Variation, wenn zwei oder mehrere morphologische Strukturen dazu verwendet werden können, dieselben syntaktischen Eigenschaften anzuzeigen. Wie in der Phonologie ist zwischen freier Variation und kombinatorischer Variation/komplementärer Distribution zu unterscheiden.
Freie Variation: So kann beispielsweise im Deutschen sowohl eine Genitiv- als auch eine Dativ-Endung dazu dienen, das Argument der Präposition wegen anzuzeigen (vergleiche etwa wegen d-em Unfall mit wegen des Unfall-s). Bei manchen Substantiven ist auch die Wahl zwischen verschiedenen Plural-Endungen in einem gewissen Rahmen frei: So kann bei dem Substantiv Konto zwischen den Pluralformen Konti, Kontos, Konten gewählt werden.
Kombinatorische Variation/komplementäre Distribution: Der Plural der meisten Substantive ist so geregelt, dass für ein bestimmtes Substantiv auch nur eine bestimmte Pluralendung gewählt werden kann. Die Wahl der Pluralendung kann von der Lautumgebung (die Pluralendung ist vom vorhergehenden Laut abhängig: Tracht-en, aber Tante-n) oder vom Wortstamm (der vorgehende Laut entscheidet nicht über die Pluralendung: Sand – Sand-e, Rand – Ränd-er) abhängig sein.
Ein anderer Fall von Variation in der Morphologie kann die Flexionsformen einzelner Wörter betreffen, indem der Sprecher unter zwei gleichberechtigten Formen wählen kann, wie beispielsweise bei der Partizip-Form des Verbes winken (regional: gewunken oder standardsprachlich: gewinkt). Die freie Variation ist in diesem Fall regional beschränkt.
Für gewöhnlich wird bei morphologischer oder morphosyntaktischer Variation je eine Variante als die stilistisch bessere angesehen, während die jeweils anderen mitunter als „falsch“ oder umgangssprachlich zurückgewiesen werden. Auch Unterschiede zwischen Gemein- und Fachsprache (gemeinsprachlich: Säu-e – fachsprachlich Sau-en) oder in der Bedeutung der verschiedenen Pluralformen (zum Beispiel bei den Formen Wört-er – Wort-e) können eine Rolle spielen.
Immer gelten die Allomorphe ein und desselben Morphems als Varianten dieses Morphems.

### In der Syntax
In der Syntax kommt es zu freier Variation, wenn eine oder mehrere Strukturen dafür verwendet werden können, dieselbe Proposition auszudrücken.
Ein Beispiel aus dem Deutschen ist der syntaktische Aufbau des eingebetteten Satzes in einer Frage-Konstruktion mit einem Matrixverb wie „denken“ oder „glauben“:
- Was denkst/glaubst du, hat sie geschrieben?
- Was denkst/glaubst du, dass sie geschrieben hat?
- Was denkst/glaubst du, was sie geschrieben hat?

Alle diese Sätze haben denselben Inhalt, dennoch unterscheiden sie sich hinsichtlich ihres Satzbaus erheblich. Während im ersten Beispiel das flektierte Verb (hat) am Anfang des eingebetteten Satzes auftaucht, ist es bei den anderen Beispielen jeweils am Ende des Satzes zu finden. Auch fehlt in diesem Satz ein einleitendes Verbindungselement (etwa eine Konjunktion). Die letzten beiden Sätze unterscheiden sich derart, dass bei dem letzten eine Fragepartikel (was) als Bindeglied dient, während bei dem mittleren ein Komplementierer (dass) die hierarchische Ordnung beider Sätze anzeigt.

### In der Semantik
In der Semantik entspricht der Begriff der Variation dem der „Lesart“. Demnach gibt es bei einem ambigen Satz mehrere Varianten, diesen zu verstehen, also mehrere Lesarten. Dies kann sowohl die Satzsemantik betreffen als auch die Wortsemantik.
Der Satz Peter verfolgt den Mann mit dem Fahrrad hat zwei Lesarten: In der einen Variante ist Peter derjenige, der das Fahrrad bei sich hat, in der anderen Lesart ist der Mann, den Peter verfolgt, derjenige mit dem Fahrrad. In diesem Fall geht die Vieldeutigkeit mit einer strukturellen Ambiguität einher: Den Sätzen beider Lesarten liegen jeweils unterschiedliche syntaktische Strukturen zu Grunde.
Ein Wort wie Bank hat ebenfalls mehrere Bedeutungsvarianten: Zum einen könnte das Kreditinstitut gemeint sein, zum anderen die Sitzgelegenheit.

### In der Pragmatik
In der Pragmatik bezeichnet Variation sprachliche Unterschiede, die bei einem Sprechakt aufgrund der außersprachlichen Umweltbedingungen auftreten und variabel sind. Die Variationen bestehen in Raum, Zeit, Gesellschaft und Sprechsituation einer Unterhaltung. Sie heißen diatopische, diachronische, diastratische und diaphasische Variation.